# 福井県道・京都府道771号名田庄綾部線
福井県道・京都府道771号名田庄綾部線（ふくいけんどう・きょうとふどう771ごう なたしょうあやべせん）は、福井県大飯郡おおい町名田庄納田終を起点に京都府綾部市故屋岡町に至る一般府県道（福井県道・京都府道）である。

## 概要
福井県最南端の地区であるおおい町名田庄と京都府綾部市東部にある上林地区を結ぶ。当府県道の北側にある福井県道・京都府道1号小浜綾部線（逆峠）が通年通行可能であるのに対し、当府県道は府県境に位置する尼来峠（あまきとうげ）を境に道が途絶え、通年通行不可能である。

### 路線データ
- 起点：福井県大飯郡おおい町名田庄納田終（＝国道162号交点）
- 終点：京都府綾部市故屋岡町（＝京都府道1号小浜綾部線交点）

## 歴史
- 1960年（昭和35年）7月1日：路線認定。

## 路線状況

### 車両交通不能区間
- 福井県大飯郡おおい町名田庄納田終谷口 - 尼来峠 - 京都府綾部市故屋岡町古和木

## 地理

### 通過する自治体
- 福井県
  - 大飯郡おおい町
- 京都府
  - 綾部市

### 接続道路
- 国道162号
- 京都府道1号小浜綾部線

### 沿線
- 道の駅名田庄
- おおい町暦会館
- 町営ホテル流星館
- 禅定山檀渓寺（若狭三十三ヶ所霊場第26番札所）
- 頭巾山
- 野鹿の滝
- 山口神社
- 白鬚神社
- 渓徳院